# Bill Nighy
William Francis (Bill) Nighy (Caterham (Surrey), 12 december 1949) is een Engels televisie- en filmacteur.

## Levensloop
Hij speelde onder andere in het tweede en derde deel van de Pirates of the Caribbean-reeks (als Davy Jones), in Harry Potter and the Deathly Hallows (als Rufus Schobbejak) en in Love Actually. Met de laatstgenoemde scoorde hij een klein hitje door als Billy Mack de soundtrack Christmas is All Around te zingen. Hij won onder andere twee BAFTA Awards en een Golden Globe (voor zijn rol in Gideon's Daughter).
Nighy heeft de ziekte van Dupuytren en kan hierdoor zijn ringvinger en pink niet meer weg van zijn handpalm bewegen.

## Filmografie (selectie)
- Eye of the Needle (1981) – Blenkinsop
- Curse of the Pink Panther (1983) – ENT-dokter
- The Little Drummer Girl (1984) – Al
- FairyTale: A True Story (1997) – Edward Gardner
- Still Crazy ( 1998) - Ray Simms
- Guest House Paradiso (1999) – Mr. Johnson
- Blow Dry (2001) – Ray (Raymond) Robertson
- Love Actually (2003) – Billy Mack
- Underworld (2003) – Viktor
- Shaun of the Dead (2004) – Philip
- The Hitchhiker's Guide to the Galaxy (2005) – Slartibartfast (Magdiragdag)
- Gideon's Daughter (2006) – Gideon Warner
- Stormbreaker (2006) – Mr. Alan Blunt
- Pirates of the Caribbean: Dead Man's Chest (2006) – Davy Jones
- Notes on a Scandal (2006) – Richard Hart
- Underworld: Evolution (2006) – Viktor
- Pirates of the Caribbean: At World's End (2007) – Davy Jones
- Hot Fuzz (2007) – Inspecteur Kenneth
- Valkyrie (2008) – Generaal Friedrich Olbricht
- Underworld: Rise of the Lycans (2009) – Viktor
- The Boat That Rocked (2009) – Quentin
- G-Force (2009) – Saber
- Harry Potter and the Deathly Hallows part I (2010) – Minister Rufus Schobbejak
- Wild Target (2010) – Viktor Maynard
- Rango (2011) – Ratelslang Jake (stem)
- Chalet Girl (2011) – Richard
- Page Eight (2011) – Johnny Worricker
- Arthur Christmas (2011) – Grandsanta (stem)
- The Best Exotic Marigold Hotel (2012) – Douglas
- Wrath of the Titans (2012) – Hephaistos
- Total Recall (2012) – Matthias
- Jack the Giant Slayer (2013) – Generaal Fallon
- About Time (2013) – Vader
- The World's End (2013) – "The Network" (stem)
- Pride (2014) – Cliff
- I, Frankenstein (2014) – Charles Wessex / Naberius
- The Second Best Exotic Marigold Hotel (2015) – Douglas Ainslie
- Norm of the North (2016) – Socrates (stem)
- Their Finest (2016) – Ambrose Hilliard / oom Frank
- Dad's Army (2016) – Sergeant Wilson
- The Limehouse Golem (2016) – John Kildare
- The Bookshop (2017) – Edmund Brundish
- Pokémon Detective Pikachu (2019) – Howard Clifford
- Hope Gap (2019) – Edward
- Buckley's Chance (2021) – Spencer
- Living (2022) – Mr. Williams
- The First Omen (2024) – kardinaal Lawrence
- The Wild Robot (2024) – Longneck (stem)